# Lorenzo Insigne
Lorenzo Insigne (født 4. juni 1991) er en italiensk professionel fodboldspiller, som spiller for MLS-klubben Toronto FC og Italiens landshold.

## Klubkarriere

### Napoli
Insigne begyndte sin karriere hos Napoli, hvor han gjorde sin førsteholdsdebut i januar 2010.

#### Lejeaftaler
Mellem 2010 og 2012 tilbragt Insigne lejeaftaler hos Cavese, Foggia og Pescara. Han var en del af Pescaras trup som vandt Serie B, og blev her kåret som den bedste spiller i sæsonen.

#### Napoli-karriere
Insigne fik sin chance på førsteholdet i 2012-13 sæsonen, dog som resultat af meget konkurrence på pladserne var han i størstedelen af sæsonen brugt som udskifter. Han etablerede sig dog klart som førstevalg i 2013-14 sæsonen, hvilke kulminerede i at han scorede to mål i Coppa Italia-finalen, hvor han var med til at vinde sit første trofæ med klubben.
2014-15 sæsonen var skuffende for Insigne, som døjede med en længerevarende knæskade. Den havde dog et lyspunkt, som var at han den 26. april 2015 for første gang var holdets anfører, da Marek Hamšík, Christian Maggio og Gökhan Inler alle ikke spillet i kampen.
Han havde i 2015-16 sin første sæson hvor han scorede 10+ sæsonmål i Serie A. Han forbedrede dette i 2016-17, hvor han med 18 sæsonmål i Serie A havde sin hidtil bedste sæson.
Efter at Hamšík havde forladt Napoli i februar 2019 blev Insigne udnævnt til holdets nye anfører.
Hans bedste statistiske sæson i Serie A kom i 2020-21, da han scorede 19 mål.

### Toronto FC
I januar 2022 blev det annonceret at Insigne ville skiftede til den canadiske klub ved kontraktudløb i juli måned.

## Landsholdskarriere

### Ungdomslandshold
Insigne har repræsenteret Italien på flere ungdomsniveauer.

### Seniorlandshold
Insigne debuterede for Italiens landshold den 11. september 2012. Han har været del af Italiens trupper til flere internationale turneringer, herunder Italiens trup som vandt europamesterskabet i 2020.

## Titler
Pescara
- Serie B: 1 (2011-12)

Napoli
- Coppa Italia: 2 (2013-14, 2019-20)
- Supercoppa Italiana: 1 (2014)

Italien
- Europamesterskabet: 1 (2020)

Individuelle
- Serie B Årets spiller: 1 (2012)